# 贝尔韦代尔
贝尔韦代尔（法語：Belvédère，法語發音：[bɛlvedɛʁ] ⓘ）是法国滨海阿尔卑斯省的一个市镇，位于该省东部，属于尼斯区。

## 地理
贝尔韦代尔（44°0'53"N, 7°19'16"E）面积75.41 平方千米，位于法国普罗旺斯-阿尔卑斯-蓝色海岸大区滨海阿尔卑斯省，该省份为法国东南部沿海省份，南濒地中海，西南至瓦尔省，西北接上普罗旺斯阿尔卑斯省，北部和东部与意大利接壤。
与贝尔韦代尔接壤的市镇（或旧市镇、城区）包括：拉博莱讷韦叙比、罗克比利耶尔、圣马丹韦叙比、萨奥尔日、唐德、恩特拉奎。

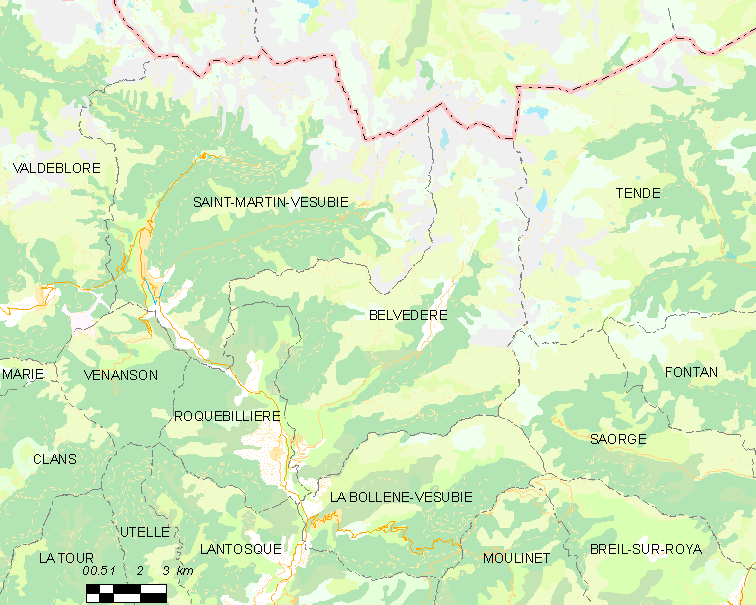
贝尔韦代尔的OSM定位图

贝尔韦代尔的时区为UTC+01:00、UTC+02:00（夏令时）。

## 行政
贝尔韦代尔的邮政编码为06450，INSEE市镇编码为06013。

## 政治
贝尔韦代尔所属的省级选区为图雷特勒旺斯县。

## 人口

1962-2008年间贝尔韦代尔人口变化图示

贝尔韦代尔于2022年1月1日时的人口数量为595人。